# Ruta Nacional 3

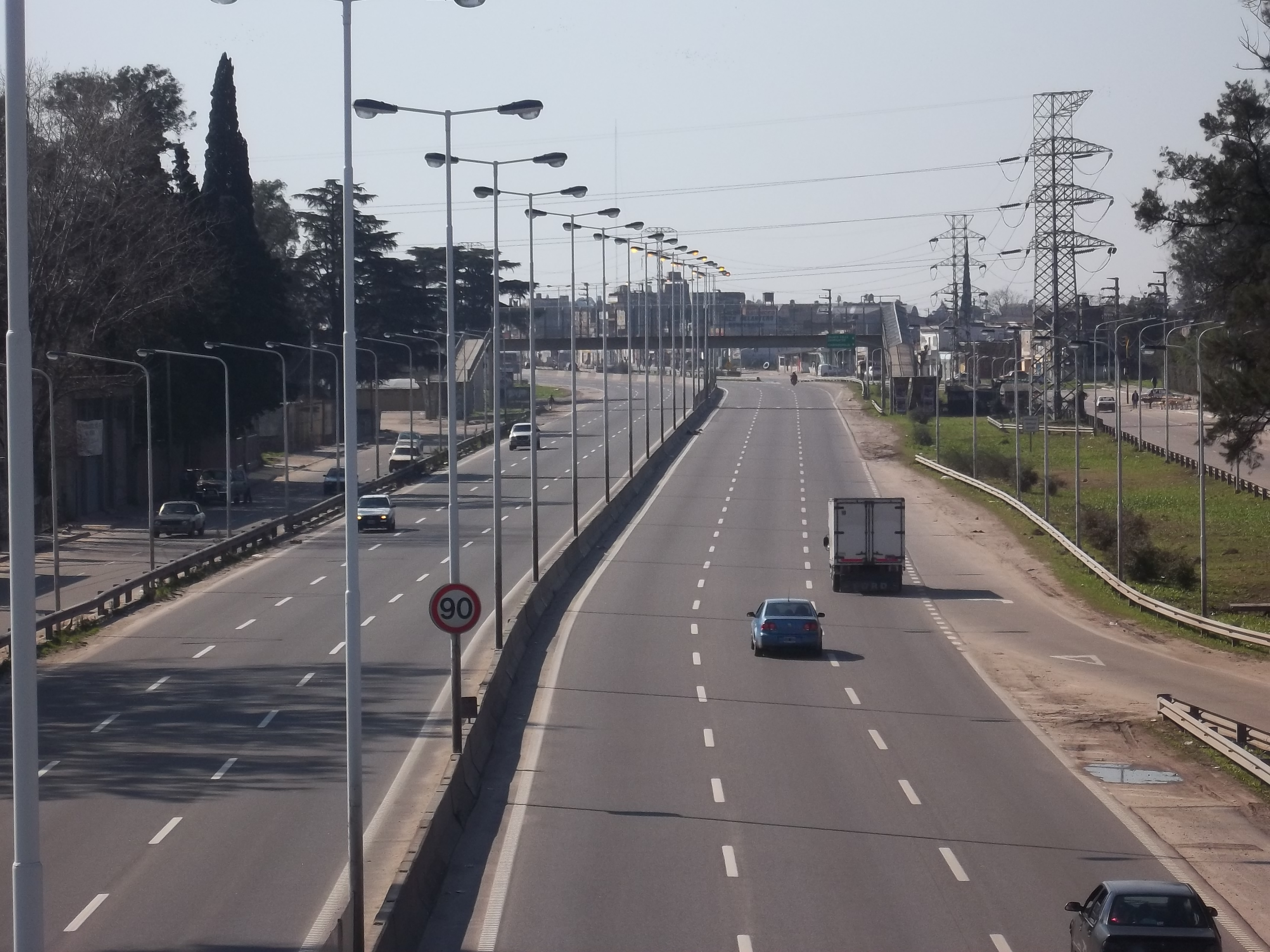
Die Ruta Nacional 3 in González Catán

Die argentinische Ruta Nacional 3 ist eine der bedeutendsten Fernstraßen des Landes, obwohl sie nicht zum Panamericana-Netzwerk gehört.
Die Straße beginnt in Buenos Aires und führt von dort aus über 3045 Kilometer in südlicher Richtung durch ganz Ost-Patagonien über Bahía Blanca, Trelew, Comodoro Rivadavia und Río Gallegos nach Ushuaia, der südlichsten Stadt des Landes.
Zwischen Río Gallegos und Feuerland führt die Straße ein Stück weit durch Chile.

## Orte an der Strecke von Nord nach Süd
- Buenos Aires
- Azul
- Bahía Blanca
- Viedma
- San Antonio Oeste
- Puerto Madryn (5 km abseits)
- Trelew
- Comodoro Rivadavia
- Caleta Olivia
- Puerto San Julián
- Río Gallegos
- Río Grande
- Ushuaia

## Geschichte
Die Fahrweg bei Comodoro Rivadavia wurde 1928 von der argentinischen Straßenbaubehörde Vialidad Nacional zu einer Autostraße ausgebaut.

## Kulturelle Bedeutung
Die Straße ist einer der beliebtesten Spielorte in argentinischen Roadmovies, wie z. B. El Viaje (1992) und Caballos Salvajes (1996).